# 無知者的理想
《無知者的理想》是台灣音樂人劉劭希的演奏專輯，於2004年發行。在嘻哈客、野放客、八方來客三張客語專輯之後，劉劭希回到樂手的身分，發表了以鋼琴和合成器為主、現代爵士風格的演奏專輯。

## 曲目
1. 無知者的理想
2. 天生臭屁
3. 十一月涼風
4. 七個閃耀的日子
5. 浮萍的追憶
6. 迷惑我
7. 十年一夢
8. 我還好
9. 青鳥詞
10. 寂寞先生

## 外部連結
- 劉劭希 就是愛玩網 94ione.com
- 無知者的理想專輯 完整試聽